# Welriekende nachtorchis
De welriekende nachtorchis (Platanthera bifolia) is een orchidee. Ze komt voor in Europa en Azië, vooral in open bos en schrale hooilanden. De soort wordt in België beschermd en staat op de Nederlandse Rode lijst van planten als zeer sterk afgenomen en zeldzaam. In Nederland is de plant vanaf 1 januari 2017 niet meer wettelijk beschermd.

## Etymologie
De soortaanduiding bifolia heeft de plant te danken aan het feit dat er meestal maar twee wortelbladeren aan de voet van de plant staan. De Nederlandstalige naam welriekende nachtorchis is aan de plant gegeven omdat de bloemen in de avond en 's nachts geuren, maar vooral 's avonds welriekend zijn.

## Kenmerken
De plant wordt 20-50 cm hoog en bloeit van eind mei in het zuiden van Nederland tot begin juli in het noorden. De spoor van de bloem bevat nectar, waar nachtvlinders met een lange tong op af komen. De bladeren zijn lancetvormig, eirond en iets gegolfd. De bloemstengel is kantig met enkele schubachtige bladeren. De plant heeft twee knollen, een oude en een jonge voor de opslag van reservevoedsel.

## Ecologie
De plant groeit onder voedselarme omstandigheden in vochtige heischrale graslanden, blauwgraslanden, duinvalleien, oudere trilvenen en veenmosrietlanden.

### Plantengemeenschap
Welriekende nachtorchis is een kensoort voor het verbond van heischrale graslanden (Violion caninae).

## Verspreiding in Nederland
De plant komt zowel aan de kust als in het binnenland voor en is op de Waddeneilanden, in de Noord-Hollandse duinen en omgeving Amsterdam, in Noordwest-Overijssel, in Drenthe, in Overijssel (Salland en Twente), in Zuidoost-Brabant en in Zuid-Limburg te vinden.

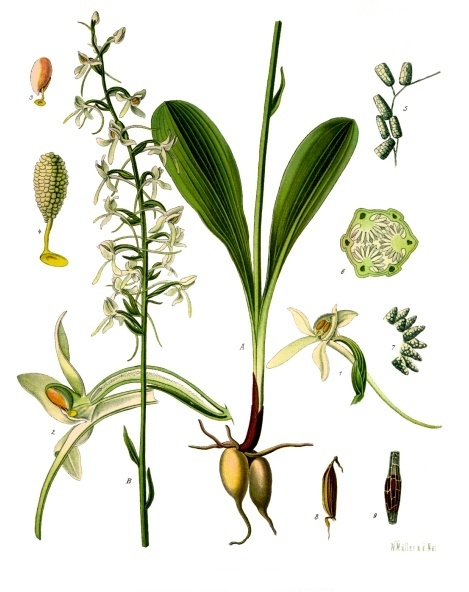
Welriekende nachtorchis (A)
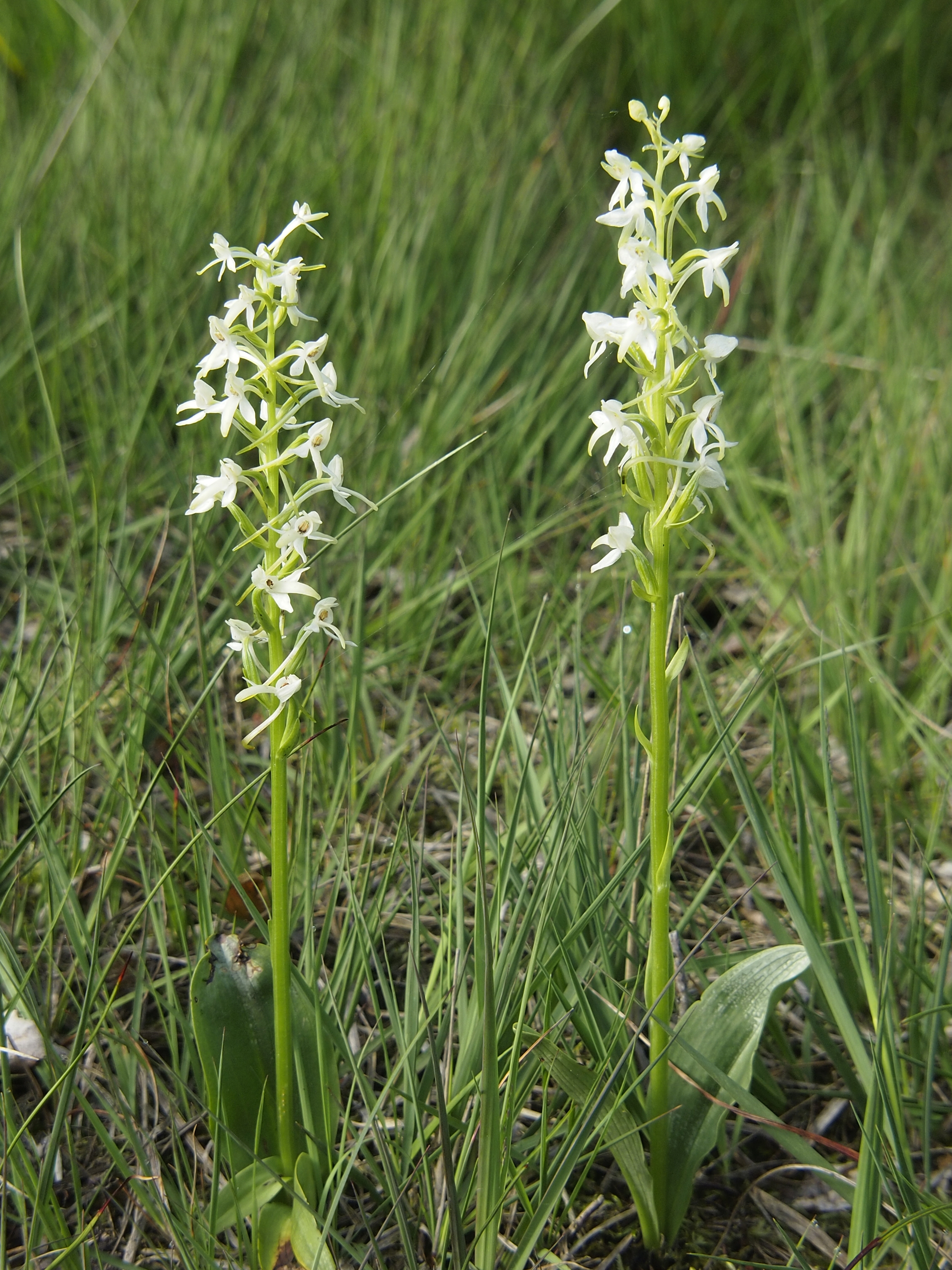
Planten
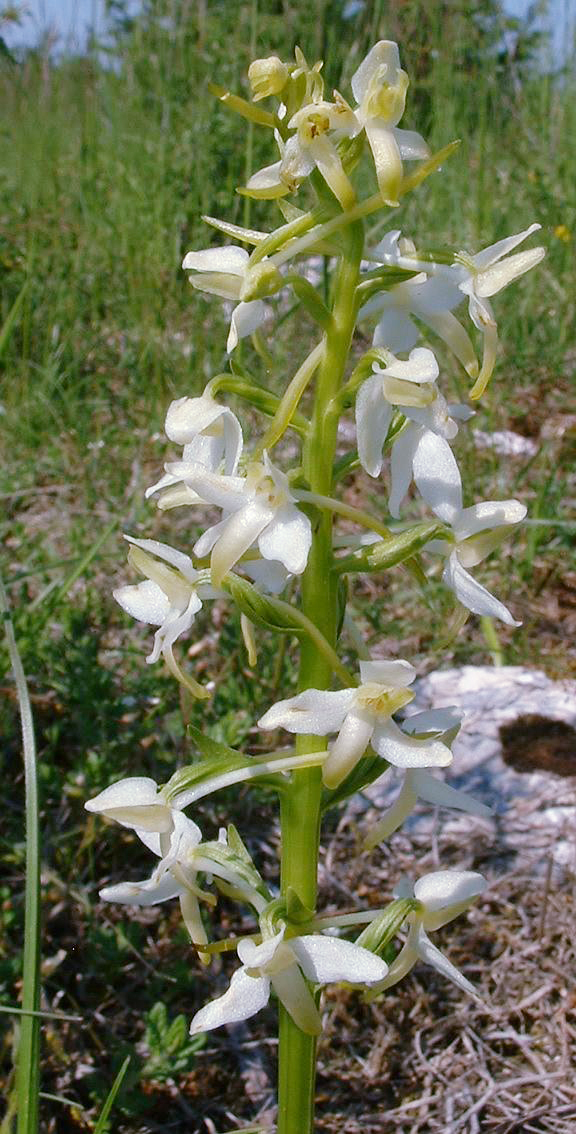
Bloeiwijze
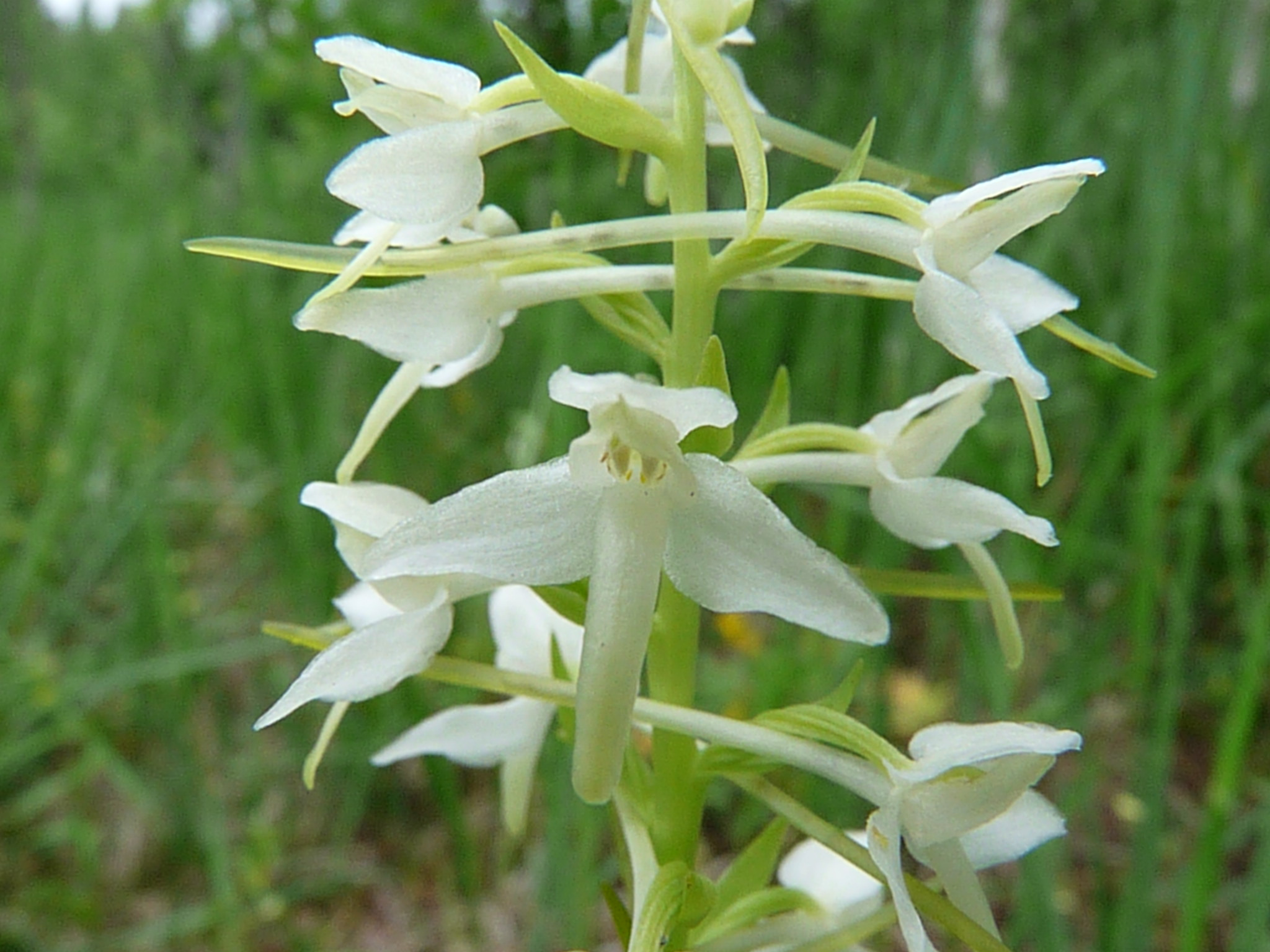
Bloemen met sporen

## Synoniemen
- basioniem: Orchis bifolia L. (1753)[2]
  - Lysias bifolia (L.) Salisb. (1812)
  - Habenaria bifolia (L.) R.Br. (1813)
  - Platanthera bifolia (L.) Rich. (1817)
  - Sieberia bifolia (L.) Spreng. (1817)
  - Satyrium bifolium (L.) Wahlenb. (1826)
  - Gymnadenia bifolia (L.) G.Mey. (1836)
  - Orchis alba Lam. (1795), nom. superfl.
  - Conopsidium stenantherum Wallr. (1840), nom. superfl.
  - Orchis stenanthera E.H.L.Krause (1905), nom. superfl.